# Гранкин, Сергей Юрьевич
Серге́й Ю́рьевич Гра́нкин (21 января 1985, Ессентуки) — российский волейболист, связующий; тренер. Игрок национальной сборной, чемпион Игр XXX Олимпиады в Лондоне, двукратный чемпион Европы, заслуженный мастер спорта России.

## Игровая карьера
Сергей Гранкин начал заниматься волейболом в 6 лет в СДЮШОР № 2 Кисловодска под руководством Людмилы Обуховской, затем тренировался у Александра Шадинова и Омари Бутаева.
В 14-летнем возрасте получил приглашение от ярославского «Нефтяника», где ему было определено амплуа связующего, в 17 лет начал выступления в Суперлиге. Под руководством Сергея Шляпникова, главного тренера «Нефтяника» и молодёжной сборной России, мастерство и лидерские качества игрока раскрылись достаточно быстро. В Ярославле Гранкин окончил педагогический университет имени К. Д. Ушинского.
В 2003 году выступал за юниорскую сборную России на чемпионатах Европы и мира. На европейском первенстве в Загребе завоевал золотую медаль и приз лучшему связующему турнира. Гранкин был капитаном молодёжной сборной России на победных для неё чемпионате Европы 2004 года в Хорватии и чемпионате мира 2005 года в Индии. Во многом благодаря настрою капитана был выигран финальный матч со сборной Бразилии: в первом сете при счёте 23:16 в пользу соперников россияне набрали на подачах Гранкина 7 очков подряд, и вытащив безнадёжную партию, надломили бразильцев, которые проиграли и две следующие партии.
Сезон-2005/06 провёл в столичном «Луче», осенью 2006 года перешёл в «Динамо», с 2009 года являлся капитаном команды.
В сборной России дебютировал 16 июля 2006 года на Мировой лиге, выйдя на замену во втором московском матче против команды Франции, а 28 июля в Генуе впервые вышел в стартовом составе сборной, разгромившей в тот день итальянцев — 3:0.
До 2011 года Сергей Гранкин входил в заявку сборной России на все турниры, сыграв более 140 официальных матчей. В 2008 году завоевал бронзу Олимпийских игр в Пекине, в 2010 году был признан лучшим связующим «Финала шести» Мировой лиги в Кордове, а через год в Гданьске стал победителем турнира Мировой лиги.
Из-за травмы коленного сустава, полученной в одном из матчей за «Динамо», не участвовал в розыгрыше Кубка мира-2011 и в олимпийском 2012 году приложил немало усилий для того, чтобы вернуться в команду — после второго тура Мировой лиги Гранкин потерял место в составе сборной, но в связи с проблемами со здоровьем у Александра Бутько снова был вызван Владимиром Алекно и в заключительных матчах Мировой лиги доказал право войти в олимпийскую заявку.
На Олимпийских играх в Лондоне Сергей Гранкин делил игровое время с Александром Бутько. В трудно складывавшейся встрече группового этапа со сборной США выход Сергея на замену способствовал перелому в игре и в остальных матчах турнира он неизменно появлялся в стартовом составе команды.
Делал своё дело, работал: выпустят — значит выпустят, нет — значит нет. Зато когда меня выпустили против американцев, во мне всё кипело, такая злость! Сейчас мол, покажу, что я должен играть, а не кто-то другой.
Сергей Гранкин проявил характер и в финальном матче с бразильцами, несмотря на неудачное начало и замену при счёте 1:5 в первой партии. Начиная с третьего сета на полную силу задействовал в атаке поймавшего кураж Дмитрия Мусэрского, в середине той же третьей партии одиночным блоком закрыл атаку Мурило, что стало важным эмоциональным моментом игры.
В 2013 году в составе сборной России выиграл Мировую лигу и чемпионат Европы, по итогам которого был награждён призом лучшему связующему турнира. 20 сентября 2014 года на чемпионате мира в Польше Гранкин провёл свой 200-й матч за сборную.
В январе 2016 года стал победителем европейского олимпийского отборочного турнира в Берлине, где, начиная со второго игрового дня, играл без замен в связи с тяжёлой травмой Дмитрия Ковалёва. В июле во время подготовки к Олимпийским играм в Рио-де-Жанейро заработал трещину плюсневой кости голеностопа, за две недели до старта Игр носил гипс, но отыграл весь олимпийский турнир в основном составе. В Рио сборная России осталась в шаге от завоевания медали, заняв 4-е место.
В июне 2017 года Гранкин покинул московское «Динамо», цвета которого защищал на протяжении одиннадцати лет, выиграв за этот период чемпионат России, два национальных Кубка, два Кубка Европейской конфедерации волейбола, и подписал однолетний контракт с «Белогорьем». Экс-капитан «бело-голубых» объяснил своё решение разногласиями, которые возникали в сезоне-2016/17 между ним и главным тренером «Динамо» Юрием Маричевым.
В сентябре 2017 года во второй раз стал чемпионом Европы и был признан лучшим связующим турнира. Во всех матчах сборной выходил в стартовой шестёрке и выполнял функции капитана команды.
После завершения клубного сезона-2017/18 вернулся в московское «Динамо», однако в декабре 2018 года столичный клуб принял решение о расторжении контракта со своим основным связующим. Спустя месяц Гранкин перешёл в «Берлин», в мае 2019 года стал чемпионом Германии. В сезоне-2019/20 выиграл Суперкубок и Кубок страны, а чемпионат в первой бундеслиге был завершён досрочно без определения победителя в связи с распространением коронавирусной инфекции COVID-19. В двух следующих сезонах в качестве капитана «Берлина» вновь становился обладателем золотых медалей чемпионата Германии.
В 2022—2024 годах выступал за новоуренгойский «Факел». В 2025 году возобновил игровую карьеру в португальском клубе «Спортинг» (Лиссабон).

## Характеристика игрока
За годы карьеры многократно исполнял приём, известный в волейбольном мире как «финт Гранкина»: вместо того, чтобы отдать передачу, связующий в последний момент пропускал мяч и тот падал на противоположную сторону, оставляя не у дел блокирующих и защитников соперника.
Владимир Алекно, под руководством которого Гранкин провёл в сборной шесть сезонов, в 2015 году дал ему следующую характеристику:
С Гранкиным всё просто: как только он играет, как того требует волейбол, он большой мастер, которому аплодируют трибуны, тренер и партнёры. Если Сергей решает, что должен напомнить всем, что он большой игрок, который многое умеет, начинаются проблемы.

## Тренерская работа
В сезоне-2024/25 Сергей Гранкин работал главным тренером «Ярославича». Несмотря на статус главного тренера, он часто выступал в роли ассистента, а командой руководил президент клуба Сергей Шляпников. Команда заняла первое место в высшей лиге «А» и получила право выступать в Суперлиге. В конце сезона Гранкин покинул клуб.

## Достижения

### Со сборной России
- Чемпион Олимпийских игр (2012).
- Бронзовый призёр Олимпийских игр (2008).
- Чемпион Европы (2013, 2017), серебряный призёр чемпионата Европы (2007).
- Серебряный призёр Кубка мира (2007).
- Серебряный призёр Всемирного Кубка чемпионов (2013).
- Победитель Мировой лиги (2011, 2013), серебряный (2007, 2010) и бронзовый (2006, 2008, 2009) призёр Мировой лиги.

### Со сборными резерва
- Чемпион Европы среди юношей (2003).
- Чемпион Европы среди молодёжных команд (2004).
- Чемпион мира среди молодёжных команд (2005).

### В клубной карьере
- Чемпион России (2007/08), серебряный (2006/07, 2010/11, 2011/12, 2015/16, 2016/17) и бронзовый (2009/10, 2014/15) призёр чемпионатов России.
- Победитель Кубка России (2006, 2008), серебряный (2007, 2010, 2013, 2022) и бронзовый (2009, 2012, 2015) призёр Кубка России.
- Обладатель Суперкубка России (2008, 2009).
- Чемпион Германии (2018/19, 2020/21, 2021/22).
- Обладатель Кубка Германии (2019/20).
- Обладатель Суперкубка Германии (2019, 2020, 2021).
- Финалист Лиги чемпионов (2009/10), бронзовый призёр Лиги чемпионов (2006/07, 2010/11).
- Обладатель Кубка Европейской конфедерации волейбола (2011/12, 2014/15, 2017/18).

### Личные
- Лучший связующий юниорского чемпионата Европы (2003).
- Лучший связующий «Финала четырёх» Кубка России (2006, 2008).
- Лучший связующий «Финала шести» Мировой лиги (2010).
- Лучший связующий «Финала шести» Кубка России (2012).
- Лучший связующий чемпионатов Европы (2013, 2017).
- Участник Матчей звёзд России (2008, 2009, 2010, 2011, 2013, февраль 2014, декабрь 2014).

## Государственные награды
- Орден Дружбы (13 августа 2012 года) — за большой вклад в развитие физической культуры и спорта, высокие спортивные достижения на Играх XXX Олимпиады 2012 года в городе Лондоне (Великобритания)[24].

## Личная жизнь
21 мая 2016 года у Сергея и его жены Татьяны родилась дочь.